# بوب بيمون
روبرت بيمون (بالإنجليزية: Bob Beamon)‏ (ولد في 29 أغسطس 1946) هو لاعب أمريكي في سباقات المضمار والميدان، اشتهر برقمه القياسي في الوثب الطويل في أولمبياد المكسيك عام 1968، وحطم الرقم القياسي الموجود بفارق 55 سم (¾21 بوصة)، واستمر رقمه القياسي لمدة 23 عاما تقريبا حتى كسره مايك باويل في عام 1991. ويستمر رقم بيمون القياسي الأولمبي إلى يومنا هذا.

## النشأة
وُلِدَ روبرت بيمون في جنوب جامايكا بكوينز في نيويورك. وتم اكتشافه من قِبَل لاري إليس، مدرب سباقات الميدان الشهير عندما كان يدرس بيمون في مدرسة جامايكا الثانوية، ثم أصبح بيمون بعد ذلك جزءا من فريق المضمار والميدان الأمريكي. وبدأ بيمون مسيرته الجامعية في جامعة ولاية كارولينا الزراعية والتقنية الحكومية، ليكون قريبا من جدته المريضة، ثم انتقل بعد وفاتها إلى جامعة تكساس في الباسو، حيث حصل على منحة في المضمار والميدان.
في عام 1965، حقق بيمون رقم قياسي في رياضة الوثب الثلاثي بالسباق المحلي التابع للمدرسة الثانوية، وكان الثاني على مستوى المحافظة في رياضة الوثب الطويل. وفي عام 1967، حصل على لقب في اتحاد الهواة الرياضي الداخلي، كما حصل أيضا على الميدالية الفضية في دورة الألعاب الأمريكية في الوثب الطويل.
تم إيقاف بيمون عن اللعب من قِبَل جامعة تكساس في الباسو لرفضه التنافس ضد جامعة بريغهام يونغ مدعيا أن لديها سياسات عنصرية، وأصبح بذلك بدون مدرب، فبدأ زميله الأولمبي رالف بوسطن بتدريبه بشكل غير رسمي.

## الألعاب الأولمبية الصيفية 1968

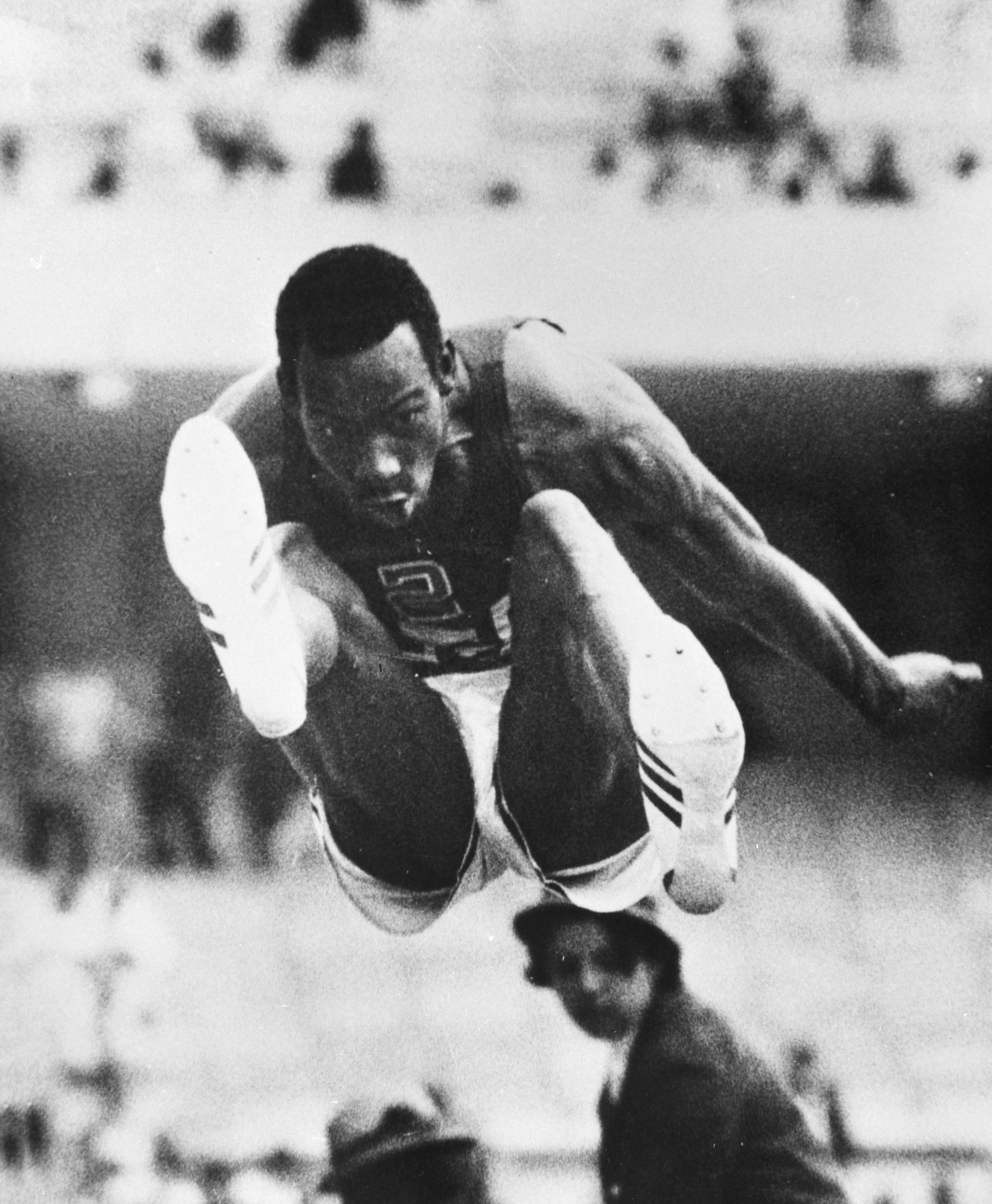
بوب بيمون في 1968

دخل بيمون دورة الألعاب الأولمبية الصيفية عام 1968 في مدينة المكسيك للفوز بالميدالية الذهبية بعد أن فاز بـ 22 من أصل 23 مباراة كان قد تنافس فيها في ذلك العام. وحصل في ذلك العام على ألقاب من اتحاد الهواة الرياضي في الوثب الطويل والوثب الثلاثي الداخليين، وكذلك في الوثب الطويل الخارجي. وكان قد اقترب من خسارته في المباراة الأوليمبية متجاوزا محاولتيه الأولتين في التصفيات، ومع بقاء فرصة واحدة فقط، أعاد بيمون قياس نهجه وقفز قفزة صحيحة نقلته إلى المباراة النهائية، وهناك واجه الفائزين السابقين بالميدالية الذهبية، الأمريكي رالف بوسطن (1960) ولين دافيز من بريطانيا العظمى (1964)، والفائز بالميدالية البرونزية مرتان إيغور تير-أوفانيسيان من الاتحاد السوفيتي.

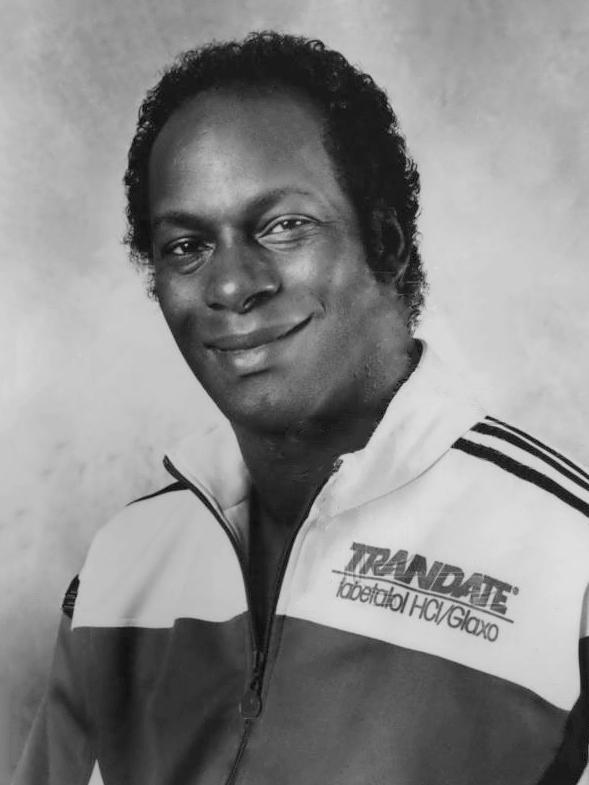
بوب بيمون 1968

وفي 18 أكتوبر، سجل بيمون رقما قياسيا عالميا في الوثب الطويل مع قفزة أولى من 8.90 م، محسنا الرقم الموجود من قبل بـ55 سم، وعندما دعا المذيع مسافة القفزة، ظل بيمون غير مصدقا ما قام به. وعندما أخبره زميله ومدربه رالف بوسطن أنه قد كسر الرقم القياسي العالمي بحوالي قدمين، عانى بيمون من نوبة جمدة قصيرة ناجمة عن تلك الصدمة العاطفية، وانهار على ركبتيه، وأصبح جسده غير قادرا على دعم نفسه واضعا يديه على وجهه، ثم ساعده منافسيه للوقوف على قدميه في واحدة من أكثر الصور المحببة في الألعاب. وقال البطل الأولمبي المدافع لين ديفيز لبيمون: «لقد دمرت هذا الحدث»، ودخلت صفة جديدة هي «بيمونيسك (بالإنجليزية: Beamonesque)» حيز الاستخدام في المصطلحات الرياضية لوصف الأعمال البطولية المذهلة.
تم كسر الرقم القياسي العالمي ثلاثة عشر مرة منذ عام 1901 قبل قفزة بيمون مع زيادة متوسطها 6 سم (½2 بوصة)، وكانت أكبر زيادة هي 15 سم (6 بوصة). واستمر الرقم القياسي العالمي له 23 عاما حتى كُسِرَ أخيرا في عام 1991 عندما قفز مايك باويل 8.95 م (29 قدم، 4 بوصة) في بطولة العالم في طوكيو، ولكن لا تزال قفزة بيمون هي المحققة الرقم القياسي الأولمبي ولا تزال ثاني أطول قفزة في التاريخ حتى بعد مرور 49 عام. وقال أحد الصحفيين عن بيمون «الرجل الذي رأى البرق». وكتب الصحفي الرياضي ديك شاباب كتابا عن القفز سماه «القفزة المثالية». ولا يزال باويل يحمل الرقم القياسي العالمي للوثب الطويل.
سقط بيمون من قفزته بالقرب من الطرف البعيد لحفرة الرمال، ولكن الجهاز البصري الذي تم تركيبه لقياس مسافات القفزة لم يكن مصمم لقياس قفزة في مثل هذا الطول، مما أجبر المسؤولين على قياس القفزة يدويا.
ولقبت مجلة تصوير رياضية قفزة بيمون المسجلة عالميا بأنها واحدة من أعظم خمس لحظات رياضية في القرن العشرين.

## حياته اللاحقة
بعد فترة قصيرة من دورة الألعاب الأولمبية في مدينة المكسيك، تم اختيار بيمون من قِبَل فينيكس صنز في الجولة الـ15 من قرعة الدوري الأميركي للمحترفين عام 1969، ولكنه لم يلعب في هذه المباراة. وفي عام 1972، تخرج من الجامعة بشهادة في علم الاجتماع.
عمل بيمون في مجموعة متنوعة من الوظائف لتشجيع الرياضيين الشباب، بما في ذلك التعاون مع حاكم ولاية كاليفورنيا السابق أرنولد شوارزنيغر، والعمل في البرامج الرياضية لعدة جامعات، كما عمل كفنان جرافيك ضمن الأعمال التي عرضها برنامج فنون الأولمبيين (AOTO)، وكان  أيضا الرئيس التنفيذي السابق لمتحف فنون الأولمبيين في فورت مايرز بفلوريدا.

## مراتب الشرف
كان بيمون ضمن قاعة المشاهير القومية للمضمار والميدان، وعندما بدأت قاعة المشاهير الأولمبية في الولايات المتحدة بإدخال الرياضيين في عام 1983، كان بيمون واحدا من أوائل المُعَيَّنين.

## روابط خارجية
- بوب بيمون على موقع الاتحاد الدولي لألعاب القوى (الإنجليزية)
- بوب بيمون على موقع الاتحاد الأمريكي لسباقات المضمار والميدان، قاعة المشاهير (الإنجليزية)
- بوب بيمون على موقع سبورتس رفرنس (الإنجليزية)
- بوب بيمون على موقع ريلجم (الإنجليزية)
- بوب بيمون على موقع اللجنة الأولمبية الدولية (الإنجليزية)
- بوب بيمون على موقع أوليمبيديا (الإنجليزية)

- Video of Jump على يوتيوب

| السجلات                              | السجلات                                                                       | السجلات                                   |
| ------------------------------------ | ----------------------------------------------------------------------------- | ----------------------------------------- |
| سبقه رالف بوسطن إيغور تير-أوفانيسيان | حامل الرقم القياسي العالمي للاعبي القفز الطويل أكتوبر 18 1968 – أغسطس 30 1991 | تبعه مايك باويل                           |
| الجوائز                              |                                                                               |                                           |
| سبقه جيم ريون                        | سباقات المضمار والميدان للسنة 1968                                            | تبعه بيل تومي                             |
| الإنجازات                            |                                                                               |                                           |
| سبقه إيغور تير-أوفانيسيان            | أصحاب أفضل أداء في الوثب الطويل في العام 1968                                 | تبعه إيغور تير-أوفانيسيان والديمار ستيبين |